# Whittier, California
Whittier, California là một thành phố thuộc quận Los Angeles trong tiểu bang California, Hoa Kỳ. Thành phố có tổng diện tích 14,7 dặm vuông Anh (38 km2), toàn bộ là diện tích đất. Theo điều tra dân số Hoa Kỳ năm 2010, thành phố có dân số 85.331 người, là thành phố lớn thứ 75 bang California năm 2010. Khu vực này có độ cao trung bình 112 mét trên mực nước biển.
Whittier có cự ly khoảng 12 dặm (19 km) về phía đông nam của Los Angeles. Giống như Montebello gần đó, thành phố tạo thành một phần của các thành phố cửa ngõ. Whittier được thành lập vào tháng 2 năm 1898, mặc dù nó đã có khu định cư lần đầu vào năm 1887, và trở thành một thành phố điều lệ năm 1955. Thành phố được đặt tên theo nhà thơ John Greenleaf Whittier và là nơi có Cao đẳng Whittier.